# Jameela Jamil
Jameela Alia Jamil (Hampstead, Londres, 25 de febrero de 1986) es una actriz, comediante, presentadora de televisión y radio, modelo, escritora y activista británica. Desde 2015, ha tenido una relación con el músico James Blake. Comenzó su carrera en el Canal 4, donde condujo una serie de cultura pop en el segmento T4 desde 2009 hasta 2012. Luego se convirtió en la presentadora de radio de The Official Chart y fue copresentadora de The Official Chart Update junto a Scott Mills en BBC Radio 1. Fue la primera presentadora en solitario del programa de listas de la BBC Radio 1.
En 2016, Jamil se mudó a Estados Unidos. Es conocida por su papel de Tahani Al-Jamil en la serie de comedia de fantasía de NBC The Good Place, que duró de 2016 a 2020. También es conocida como la presentadora del programa de juegos nocturno de TBS en The Misery Index y como uno de los jueces del programa de competencia de telerrealidad Legendary.
Jamil ha criticado a varias celebridades como Beyoncé, Nicki Minaj, Rihanna, Miley Cyrus, Iggy Azalea, entre otras, por sexualizar su imagen pública; criticaba también a las Kardashian o Cardi B por promover los supresores de la dieta y después de la muerte de Karl Lagerfeld, Jamil también lo criticó. Jamil fue parte de las 100 mujeres de la BBC en 2018. En junio de 2021, confirmó que se uniría al Universo cinematográfico de Marvel (UCM) en la serie de Disney+ She-Hulk: Attorney at Law, como la supervillana Titania.

## Primeros años
Jamil nació el 25 de febrero de 1986 en Hampstead, Londres, de padre paquistaní Ali Jamil, y madre paquistaní-británica Shireen Jamil. Afirmó en 2015 que nació con hipoacusia congénita y laberintitis, que ha tenido varias operaciones para corregir, y que tenía 70% de capacidad auditiva en el oído izquierdo y 50% en el derecho. Jamil ha declarado que a la edad de nueve años le diagnosticaron síndrome de Ehlers-Danlos hipermóvil, un trastorno genético que afecta el tejido conectivo del cuerpo, y que le diagnosticaron enfermedad celíaca a los 12 años. También ha declarado que experimentó envenenamiento por mercurio a los 21 años, que atribuye a la fuga de mercurio de los empastes de amalgama de los dientes, y agravada aún más por la extracción incorrecta de los mismos, que declaró agujeros quemados en su sistema digestivo. En la escuela, Jamil dice que era adicta a los libros y tímida [...] "Entonces todo era comodidad, literalmente me daba igual qué ropa llevaba". Sus intereses incluyen el arte y la biología.
Cuando era adolescente, ha declarado que sufría de anorexia nerviosa y describe que no comió una comida completa entre los 14 y los 17 años. Cree que su trastorno alimentario se desarrolló debido a la presión social, incluidos artículos de revistas que venden productos para bajar de peso. Jamil ha dicho que, a la edad de 17 años, fue atropellada por un automóvil mientras huía de una abeja, y a causa de ello se le rompieron varios huesos y resultó dañada su columna vertebral. Recordó que le dijeron que tal vez nunca volvería a caminar, pero se recuperó lentamente después del tratamiento con esteroides y fisioterapia, usando un marco Zimmer para comenzar a caminar. Jamil le da crédito al accidente automovilístico por empujarla hacia la recuperación de la anorexia, diciendo que cambió su relación con su cuerpo. Asistió a la Queen's College School en Londres, pero no pudo completar sus A-Levels debido al accidente. Declaró que más adelante enseñó inglés a estudiantes extranjeros en la Callan School of English en Londres durante dos años. En una entrevista de 2013 con The Independent, dijo que trabajó como exploradora de modelos pero nunca como modelo, aunque en 2020, afirmó que trabajó como modelo, pero negó haberlo sido en las primeras entrevistas. También describe haber trabajado como fotógrafa, exploradora y agente de modelos para Premier Model Management.
De su opinión política declaró: "No es una cuestión sobre quién tiene las mejores políticas, sino que literalmente hay que pensar '¿Quién es menos malvado?' ". Antes de las elecciones generales de 2010 dijo "Estoy muy confundida sobre quién es peor. No pienso que tenga mucho sentido votar a los Demócratas Liberales".

## Carrera

### 2009-2015: carrera temprana en los medios

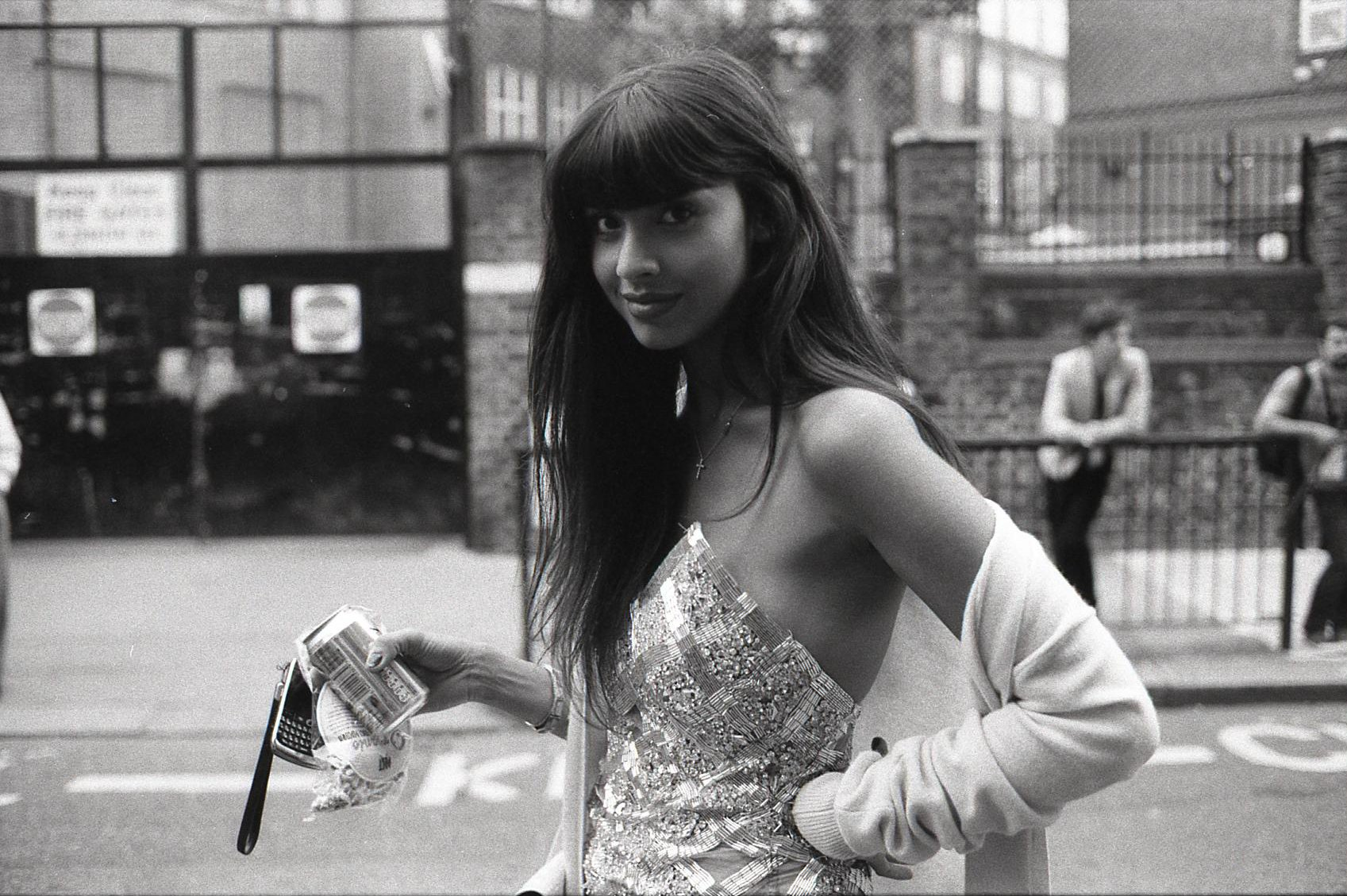
Jamil, fotografiada en la Semana de la Moda de Londres, 2009.

Jamil declaró en una entrevista de NPR que estaba trabajando como maestra cuando un productor la descubrió en un bar y le pidió que hiciera una audición como presentadora. Luego solicitó ser presentadora por correo electrónico después de ver un anuncio de trabajo de T4 (espacio para jóvenes del Channel 4 británico en abierto). Jamil apareció en Music Zone en E4, el canal juvenil propiedad de Channel Four, hacia fines de 2008. Luego comenzó a presentarse en el espacio juvenil T4 de Channel 4 en 2009. En enero de 2009, cuando la presentadora anterior Alexa Chung dejó el programa de televisión matutino Freshly Squeezed, Jamil la sucedió como copresentadora, junto a Nick Grimshaw. Jamil asistió a la Semana de la Moda de Londres de 2009, la inauguración de las tiendas Whiteley's Pop Up en marzo de 2010 y la primera tienda para la casa de moda danesa por Malene Birger (dónde Jamil era DJ). En noviembre del mismo año, ella presentó Freesports on4 durante el Freeze Festival, un festival de nieve y música en la Central Eléctrica de Battersea. Presentó el programa de los sábados por la mañana Koko Pop del canal 4 (filmado en el club nocturno Koko de Camden), el cual debutó el 10 de abril de 2010 presentando "los actos de pop más calientes en los gráficos de Reino Unido". En la edición británica de Esquire, un editorial titulado "Cómo impresionar a Jameela Jamil" apareció en octubre de 2009, escrito por Alisa Connan.
En 2010, Jamil presentó The Closet, un programa de consejos de moda en línea en el sitio de redes sociales Bebo producido por Twenty Twenty Television. Los espectáculos semanales empezaron el 25 de agosto de 2009, estando en emisión solo cuatro meses, presentando guías de moda y maquillaje, entrevistas y cotilleos de celebridades. Los visitantes de sitio podrían participar en el espectáculo a través de la plataforma online, subiendo fotos de sus mejores compras de la semana y votando en encuestas. Fue fotografiada para Vogue presentando la "British Editorial Class of 2010" en enero de aquel año, por David Bailey. Hizo un reportaje de fotos para InStyle Magazine en 2010.
Cuando era más joven, Jamil vestía ropa deportiva extra grande de hombre de la marca GAP. Jamil niega que el modelaje le hiciese más elegante, diciendo "No significa que tengas este estilo, solo es ropa puesta sobre ti", pero en 2010 fue declarada como "una estrella en alza en el mundo de la moda, haciéndose hueco en el estilismo femenino grunge glam". No tiene un estilista que escoja su propia ropa de diseñadores de moda, donde se incluyen Olivia Rubin, D&G, Henry Holland, Urban Outfitters, y Topshop. Su estilo ha sido descrito como "una mirada única que refleja y se inspira a los jóvenes diseñadores y apasionados de la moda de Reino Unido". Es aficionada a los vestidos vintage de los años 50 y 60, llevados antes por los iconos Sophia Loren y Brigitte Bardot.
De 2011 a 2014 escribió una columna para Company, la revista mensual femenina. En enero de 2012, Jamil reemplazó a June Sarpong como presentadora del programa de telerrealidad Playing It Straight. En febrero de 2012 se anunció que sería la presentadora del programa Request Show de Radio 1 cada domingo de 19:00 a 21:00 h. El 9 de noviembre de 2012, fue anunciado que tomaría el control del Chart Show de Radio 1, después de que se anunciase que Reggie Yates lo dejaría. En junio de 2012, Jamil colaboró con Very para debutar su primera colección de moda. A finales de 2012, Jamil se convirtió en la presentadora de radio de The Official Chart y fue copresentadora de The Official Chart Update junto a Scott Mills en BBC Radio 1. Jamil hizo historia en la radio, convirtiéndose en la primera presentadora única de la BBC Radio 1, Chart. mostrar.

### 2016-presente: transición a la actuación
Jamil se fue de Londres en 2016 y se mudó a Los Ángeles, sin planes de actuar, sino que tenía la intención de trabajar como guionista. Mientras trabajaba como escritora en 3 Arts, sus agentes le dijeron que Michael Schur, quien cocreó Parks and Recreation, estaba buscando una actriz británica para una nueva serie de comedia próxima. Sin experiencia previa en actuación en este momento y sin saber de que trataba el rol, fue a la audición y le dijo al director de reparto que tenía experiencia en actuación. Más tarde fue recordada para una segunda entrevista con Mike Schur y todos los productores, en la que afirmó tener experiencia en la improvisación de comedia. Finalmente se le asignó el papel.

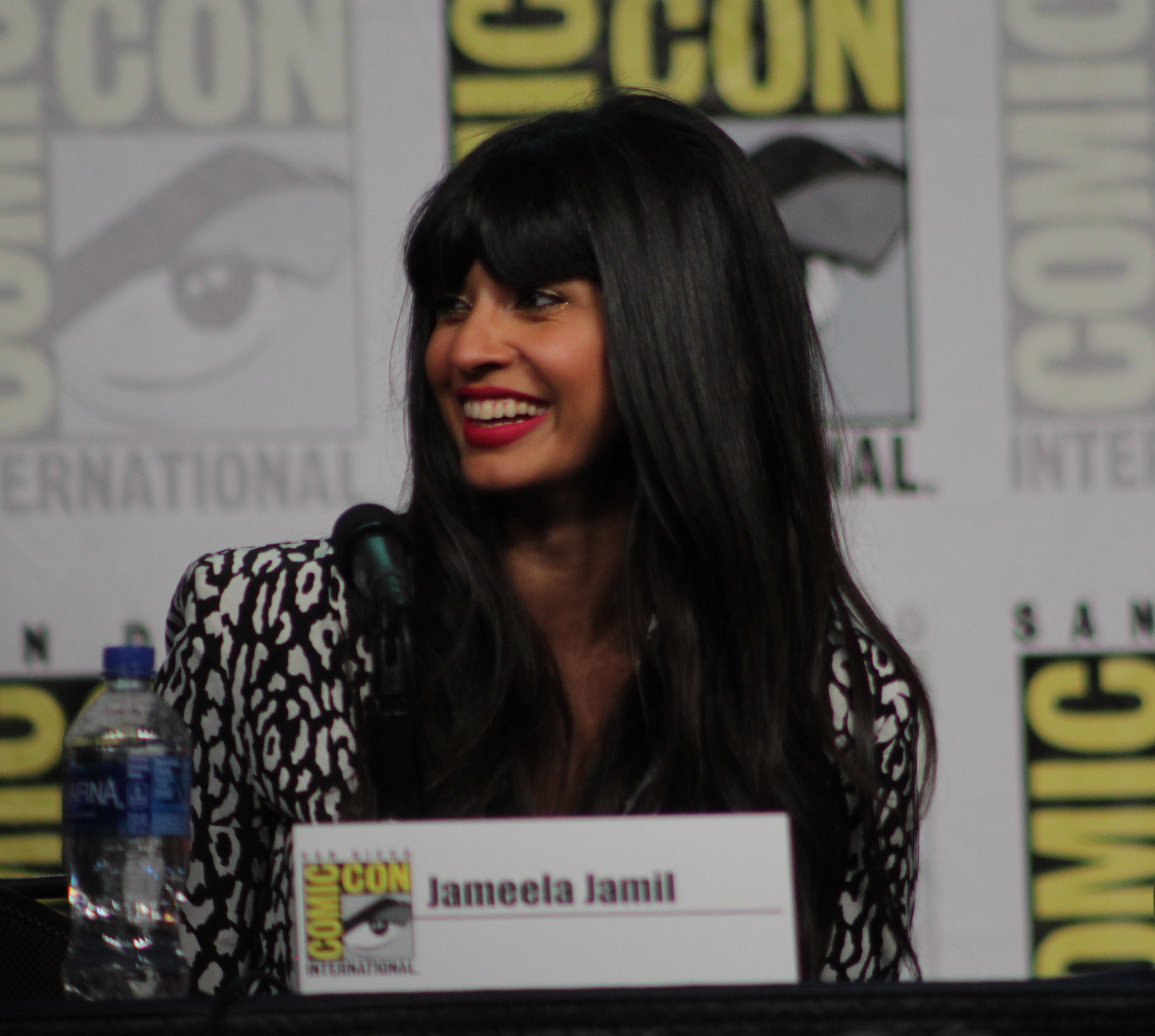
Jamil en la San Diego Comic-Con el 20 de julio de 2019.

El programa se estrenó en septiembre de 2016, con Jamil como miembro habitual del elenco de la serie de comedia de fantasía de NBC, The Good Place, donde interpretó a Tahani Al-Jamil. El personaje de Jamil se hizo conocido por su tendencia a hablar de famosos para impresionar.
Jamil hizo su primera portada de revista estadounidense en la edición de febrero de 2018 de The Cut. Proporcionó su voz como invitada en la serie de televisión animada Patoaventuras. En el mismo año, Jamil organizó un segmento recurrente en Last Call with Carson Daly durante su última temporada, titulado "Wide Awake with Jameela Jamil".
De 2017 a 2018, Jamil contribuyó a la producción del cuarto álbum, Assume Form de James Blake, siendo un productor adicional de cinco canciones del álbum.
En 2018, Jamil se unió al elenco de dibujos animados inspirados en la India de Disney ambientados en la ficción Jalpur. Mira, Royal Detective debutó en marzo de 2020, con Jamil interpretando a la tía Pushpa de Mira.
Desde 2019, Jamil ha sido el presentador de The Misery Index, un programa de juegos de comedia en TBS.
En marzo de 2020, posó completamente vestida con traje y corbata para la edición "On Speech" de la revista Playboy. Más tarde, tuiteó: "Desde mi sesión de Playboy, quería que me dispararan como un hombre. Sin retoques, alta resolución, ropa holgada y cómoda y completamente sin sexo. Me sentí extremadamente libre". En abril de 2020, presentó su podcast I Weigh with Jameela Jamil, que se centra en los logros de las mujeres, la positividad corporal, el activismo y la inclusión racial. En octubre de 2020, el podcast fue nominado para una E!, Premios People's Choice.
En junio de 2021, Jamil fue elegido como el supervillano de Marvel, Titania en la serie de transmisión de Disney+, She-Hulk, ambientada en el Universo cinematográfico de Marvel.
En 2021, Jamil contribuyó a la producción del quinto álbum de James Blake, Friends That Break Your Heart, agregando producción adicional al primer sencillo del álbum, "Say What You Will".

## Activismo
A fines de 2015, Jamil lanzó Why Not People?, una empresa de eventos y membresía dedicada a organizar eventos de entretenimiento en vivo accesibles para personas con discapacidades. En marzo de 2018, Jamil creó una cuenta de Instagram llamada I Weigh, inspirada en una imagen que encontró en línea de Kourtney, Kim y Khloé Kardashian con sus medias hermanas Kendall y Kylie Jenner, detallando el peso de cada mujer. Jamil describe I Weigh como "un movimiento ... para que nos sintamos valiosos y veamos lo increíbles que somos, y miremos más allá de la carne de nuestros huesos". La cuenta da la bienvenida a las presentaciones de selfies no editadas o retocadas de los seguidores usando el hashtag #iweigh, con texto que describe las cosas por las que se sienten agradecidos o orgullosos. En parte debido a este trabajo, Jamil fue incluida como una de las 100 mujeres de la BBC durante 2018.
Jamil ha sido un crítico de los batidos dietéticos y los supresores del apetito. Explicó que en su adolescencia se murió de hambre, tomó laxantes y consejos de celebridades sobre cómo mantener un peso bajo. Ha criticado a las Kardashian, la rapera Cardi B y otras personas influyentes por promover los supresores de la dieta a través de las redes sociales. Jamil creó una petición a través de change.org, titulada "Detengamos a las celebridades que promocionan productos dietéticos tóxicos en las redes sociales", con el objetivo de alcanzar las 150.000 firmas. Hizo un llamado a las redes sociales como Facebook, Twitter e Instagram para prohibir la práctica, y señaló su retórica peligrosa sobre los jóvenes adolescentes impresionables. En septiembre de 2019, Instagram implementó nuevas restricciones de política global para ayudar a proteger a los usuarios adolescentes.

Hay poca o ninguna información sobre los efectos secundarios o los ingredientes principales, el daño que pueden causar o la ciencia detrás de cómo se supone que funcionan estos productos. En cambio, son azotados en brillantes anuncios pagados por celebridades e influencers sin experiencia o autoridad en nutrición/medicina/biología.
Un extracto de la petición de dieta de Jamil

Al usar las redes sociales, Jamil a menudo menciona los estándares de la industria de los medios y etiqueta a otras celebridades femeninas como "agentes dobles del patriarcado" al promover una imagen corporal poco saludable, a menudo invocando su propia experiencia de tener un trastorno alimentario en sus argumentos. En 2013, criticó a Rihanna en su columna para la revista Company, culpando a la artista de mantener una relación con su abusador por la fama, fumar marihuana y publicar "imágenes provocativas en Instagram para millones de seguidores hambrientos". En 2014, expresó su desaprobación de que Beyoncé sexualizara su imagen pública como Nicki Minaj, Rihanna, Miley Cyrus, Iggy Azalea y criticó a todos estos artistas por "engañarse a sí mismos haciéndoles pensar que es 'feminismo' si te sacas el trasero en sus términos". En 2019, llamó al rapero Cupcakke en Twitter por publicar sobre hacer un ayuno de agua. Jamil a menudo critica a Kim Kardashian por promover ideales corporales poco saludables, como usar un corsé, promocionando el maquillaje corporal para cubrir imperfecciones de la piel como la psoriasis y por ofrecer fajas de maternidad para su línea de moda. En agosto de 2020, Jamil anunció en Twitter que estaba eliminando tuits de 2009 a 2020 en para que su cuenta se centrara más en el activismo. Meses después, en noviembre de 2020, Jamil afirmó que era una aplicación de terceros lo que hizo que sus publicaciones de Twitter desaparecieran en los meses anteriores, y que había eliminado toda su publicación de Twitter. historial para averiguar por qué se eliminaron sus publicaciones.
Jamil está en contra de la aerografía de imágenes editoriales y se niega a retocar todas sus sesiones de fotos.

Creo que es un crimen repugnante aplicar Photoshop a sus imágenes y publicarlas en el mundo sin anunciar que eso es lo que ha hecho. Es mentira, le estás mintiendo a tus fans, a tus seguidores y a las personas que te admiran. Eres un idiota. Realmente lo creo. Eres un idiota.
Jameela Jamil, un extracto de la entrevista de portada de la revista Nylon 2018

También critica los estándares de la industria de la moda y el modelaje y comentó que los modelos de pasarela parecían "hambrientos" y "aterrorizados". Jamil hace referencia con frecuencia a los modelos de Victoria's Secret como un contraejemplo de su propia identidad. También ha llamado al diseñador de Chanel Karl Lagerfeld un "misógino despiadado, gordo-fóbico" después de su muerte.
Jamil también apoya el movimiento por el cambio climático y expresa su admiración por Jane Fonda, Greta Thunberg y varios otros activistas del cambio climático.

### Caridad
Jamil apareció en C4 Orange Rockcorps 2009, ofreciéndose como voluntario para ayudar a crear un concierto para financiar proyectos de la comunidad local. Ha apoyado la Cultural Learning Alliance, que promueve el acceso a la cultura para niños y jóvenes, y los premios nacionales Vinspired para personas de 16 a 25 años que han contribuido a sus comunidades a través del voluntariado. Jamil diseñó su propia versión de Bob Esponja Pantalones Cuadrados para ser subastada y todas las ganancias irán a Childline. Jamil también dijo que usaría un disfraz de pollo durante la misma cantidad de días igual a la cantidad de miles de libras que recauda para Comic Relief. Fue patrocinada por aproximadamente £16.000 y usó el disfraz durante 16 días consecutivos.

## Honores
Jamil fue una de las quince mujeres seleccionadas para aparecer en la portada de la edición de septiembre de 2019 de la revista British Vogue; "Forces for Change", por la editora invitada la Duquesa de Sussex, Meghan Markle.
El 2 de agosto de 2019, Jamil fue galardonado con el premio "Abogado del año" de la Sociedad Ehlers-Danlos.
Jamil recibió el premio "Phenom" de la duodécima edición anual de los premios Shorty el 3 de mayo de 2020.

## Vida personal
Jamil ha estado en una relación con el músico James Blake desde 2015. Se declaró queer después de su nombramiento como juez de la serie de telerrealidad de moda Legendary recibió una reacción violenta, ya que la cultura del baile de moda está arraigada en las comunidades LGBTQ negras y latinas de Nueva York.
En entrevistas, Jamil ha mencionado varios ataques de abejas en su vida, incluido el atropello que sufrió por un automóvil a los 17 años cuando huía de una abeja. En 2015, Jameela afirmó que mientras entrevistaba al músico Mark Ronson en Hollywood Hills, el 'enjambre más grande de abejas asesinas' que había visto la hizo retroceder. Ronson contradijo la versión de Jamil de los eventos, describiendo 'una o dos abejas individuales' y caminando 'lentamente adentro' en respuesta. Jamil relató que mientras filmaba la primera temporada de The Good Place en 2016, fue perseguida por un enjambre oscuro de abejas y nuevamente fue atropellada por un automóvil. En 2019, Jamil afirma que se escapó de las abejas mientras cruzaba la calle hacia la sede de la ONU para dar un discurso.
En varias entrevistas en el Reino Unido en 2013, así como en el episodio del 1 de octubre de 2018 de Good Morning America, completo con imágenes de video de su caída, Jamil declaró que perdió un diente, se rompió la nariz, se rompió su codo y varias costillas, y sufrió una conmoción cerebral cuando se resbaló y cayó de cara mientras corría por el set con Olly Murs en un evento grabado que condujo a la pareja actuando como presentadores en el concierto de voluntarios de Orange Rockcorps en Londres de septiembre de 2010. Las imágenes filmadas poco después de este incidente muestran a Jamil completando varios desafíos para el evento, incluido empujar una carretilla llena de astillas de madera y ayudar a construir un perchero. Jamil declaró que pegó su diente roto con adhesivo para pestañas después del incidente, que aparentemente se mantuvo hasta 2020.

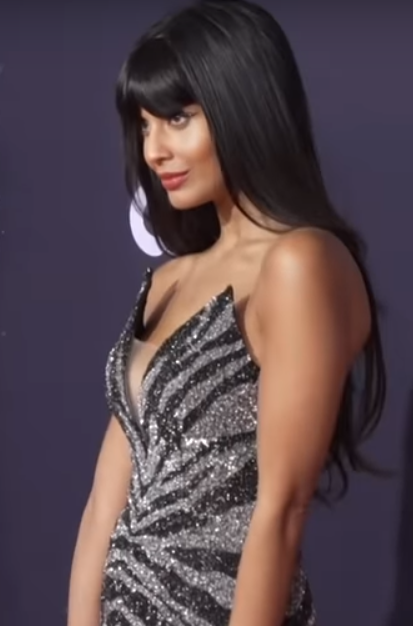
Jamil en los Premios American Music, 2019.

El 3 de octubre de 2019, en una entrevista en HardTalk, un programa del canal de noticias de la BBC, Jamil declaró que había sido violada varias veces en su vida y que en el pasado buscaba culpar a las mujeres, pero ha cambiado a culpar al patriarcado social que produce ese escenario. Jamil también ha declarado que a los 12 años fue atacada por un hombre en Oxford Street, la principal calle comercial de Londres, contando: "[Él] agarró mi vagina [...] en mi uniforme escolar a las 3.30 pm, con tanta fuerza y durante tanto tiempo, que sangré y tuve que arrojarnos a los dos contra la pared para sacarlo", que cuando era adolescente, tres hombres eyacularon en su pierna en las escaleras mecánicas del metro de Londres en tres ocasiones distintas, y que ella ha sido objeto de muchos actos lascivos por parte de hombres desde los 11 años. También relató que la llevaron a rastras a un automóvil en Belsize Park cuando tenía 15 años y que la salvaron porque alguien vio su difícil situación.
En 2015, Jamil mencionó que dejó el programa Official Chart Show de BBC Radio 1 debido a un susto de cáncer de mama en 2014, y tuvo lumpectomías en ambos senos, en los que dice que perdió una 'gran parte' de tejido mamario. En una entrevista de 2015 con el Daily Mirror, en cambio describe el susto de 2014 como un solo "bulto", y esperando "tres o cuatro días antes de que los resultados revelaran que el bulto no era canceroso", y que esta experiencia la inspiró: "Pero una vez que me dieron el visto bueno, pensé: 'Eso es todo. Me voy de aquí. Me voy a ver el mundo y hacer todas las locuras que nunca he hecho'". Sin embargo, en la entrevista de Hardtalk del 3 de octubre de 2019, está de acuerdo con el entrevistador en que tuvo un susto de cáncer de mama 'en 2016', y que esto precipitó un traslado inmediato a Los Ángeles después de 'una semana' esperando los resultados de las pruebas que lo demostraron que era un solo 'bulto benigno' ya que ella "siempre había querido saber cómo sería". Ella recuerda su proceso de pensamiento como: "Yo estaba como, cierto. No tengo cáncer. Tengo mucha suerte. Estoy fuera" Por separado, en un segmento registrado en 2016 para Fashion Targets Breast Cancer, en cambio describe haber 'experimentado' recientemente 'un bulto en su seno que mostraba signos de células precancerosas'. También en octubre de 2019, en el mismo mes de la entrevista de HardTalk, pero no en la entrevista en sí, afirmó que sufría de cáncer real dos veces. No dio más detalles en ese momento, pero en 2020, en respuesta a los desafíos a la veracidad de sus relatos, afirmó que padecía "cáncer de cuello uterino. Que es extremadamente común y aterrador". Posteriormente, respondió a la impugnación de que había declarado que había experimentado cáncer dos veces, afirmando que experimentó cáncer de cuello uterino una vez en 2016 y nuevamente en 2019. Jamil también reveló que tiene la enfermedad autoinmune tiroiditis de Hashimoto en 2019.
En febrero de 2020, la periodista Tracie Egan Morrissey, editora fundadora de Jezebel.com y el sitio web Vice, Broadly, publicó una historia de Instagram que se volvió viral, en la que acusó a Jamil de tener el síndrome de Munchausen y de falsificar o exagerar afirmaciones públicas específicas sobre problemas de salud. Morrissey citó declaraciones públicas supuestamente contradictorias hechas por Jamil sobre problemas de salud específicos, accidentes y lesiones, incluidos los discutidos anteriormente, como el cáncer y las amenazas de cáncer, accidentes/incidentes automovilísticos relacionados con las abejas, ya sea que haya trabajado como modelo o no, y las lesiones sufridas a través de accidentes, y acusó a Jamil de falsificar o exagerar estas afirmaciones. Morrissey también acusó a Jamil de falsificar afirmaciones de alergias, específicamente porque Jamil había declarado previamente que había sufrido una alergia al maní desde su nacimiento pero posteriormente publicó una imagen en las redes sociales de un bocadillo de maní, describiendo su afición por ella. Jamil respondió diciendo de diversas maneras que sus "alergias / intolerancias disminuyeron a medida que [ella] envejecía", y en cambio que fueron causadas por "envenenamiento por mercurio en sus veinte" y que "se aclararon cuando [ella] curó [su] intestino". Con respecto al cáncer y los sustos del cáncer, Jamil respondió que tuvo un susto de cáncer de mama cuando tenía 28 años en 2014, pero no se refirió a su acuerdo en la entrevista de HardTalk de que tuvo un susto de cáncer de mama en 2016 inmediatamente antes de mudarse a Los Ángeles, tampoco abordó su declaración en video en 2016 sobre "recientemente" experimentar "un bulto en su seno que mostraba signos de células precancerosas". Jamil también declaró que el "cáncer real" que había experimentado era "cáncer de cuello uterino. Que es extremadamente común y aterrador". El novio de Jamil, James Blake, declaró que "estaba allí [...] cuando el médico le dio el diagnóstico de cáncer". Cuando Morrissey y otros en las redes sociales desafiaron a Jamil que de hecho había declarado en octubre de 2019 que había tenido cáncer dos veces, Jamil declaró que había tenido "cáncer de cuello uterino, 2016 y 2019. Ambos durante the good place [sic]". Jamil negó tener el síndrome de Munchausen.
Jamil también ha declarado que ha experimentado ansiedad, depresión y trastorno obsesivo-compulsivo en varias entrevistas. El 10 de octubre de 2019, como parte del Día Mundial de la Salud Mental, Jamil declaró que había sobrevivido a un intento de suicidio seis años antes. En un episodio del programa de entrevistas Red Table Talk en 2020, Jamil reveló que intentó suicidarse por segunda vez hace ocho años debido a un ataque de nervios. También afirmó que participó en la terapia EMDR para tratar su trastorno de estrés postraumático antes de mudarse a Los Ángeles.

## Filmografía

### Películas
| Año  | Título                                             | Papel             | Notas         |
| ---- | -------------------------------------------------- | ----------------- | ------------- |
| 2019 | How to Build a Girl                                | Cleopatra         |               |
| 2022 | Marry Me                                           | TBA               | Posproducción |
| 2023 | The Statistical Probability of Love at First Sight | Narradora         |               |
| 2025 | Elio                                               | Embajadora Questa |               |

### Televisión
| Año           | Título                               | Papel                       | Notas                                                         |
| ------------- | ------------------------------------ | --------------------------- | ------------------------------------------------------------- |
| 2009 - 2012   | Freshly Squeezed                     | Ella misma                  | Presentadora principal                                        |
| 2009 - 2012   | T4                                   | Ella misma                  | Anfitriona                                                    |
| 2012          | Playing it Straight                  | Ella misma                  | Anfitriona                                                    |
| 2014          | Celebrity Juice                      | Ella misma                  | Serie 11, episodio 8                                          |
| 2015          | The Great British Bake Off           | Ella misma                  | Serie 2, episodio 3                                           |
| 2016 – 2020   | The Good Place                       | Tahani Al-Jamil             | Papel principal: 53 episodios                                 |
| 2018          | Hollywood Game Night                 | Ella misma                  | Episodio: "Ho Ho Holiday Game Night"                          |
| 2018          | Last Call with Carson Daly           | Ella misma                  | Anfitrión, segmento recurrente, Wide Awake with Jameela Jamil |
| 2019–2021     | Patoaventuras                        | Gandra Dee, W.A.N.D.A (voz) | 4 episodios                                                   |
| 2019–presente | The Misery Index                     | Ella misma                  | Anfitriona principal                                          |
| 2019–presente | Still Laugh-In: The Stars Celebrate  | Ella misma                  |                                                               |
| 2020-presente | Legendary                            | Ella misma                  | Jueza                                                         |
| 2020          | American Dad!                        | Christine S. (voz)          | Episodio: "Exquisite Corpses"                                 |
| 2020          | Big City Greens                      | Phoenix (voz)               | Episodio: "Animal Farm"                                       |
| 2020          | Crossing Swords                      | Sloane (voz)                | 4 episodios                                                   |
| 2020          | Harley Quinn                         | Eris (voz)                  | Episodio: "Bachelorette"                                      |
| 2020          | Mira, Royal Detective                | Auntie Pushpa (voz)         | Rol recurrente                                                |
| 2020          | Jurassic World: Campamento Cretácico | Roxie (voz)                 | Rol principal                                                 |
| 2020          | Animaniacs                           | Sultana (voz)               | Episodio: "Episode 12: A Zit!/1001 Narfs/Manny Manspreader"   |
| 2021          | Rugrats                              | Lady De-Clutter (voz)       | Episodio: "Lady De-clutter"                                   |
| 2022          | She-Hulk: Attorney at Law            | Titania                     | Rol principal, posproducción                                  |

### Radio
| Año         | Título                                      | Función      | Cadena      |
| ----------- | ------------------------------------------- | ------------ | ----------- |
| 2012        | The Radio 1 Request show with Jameela Jamil | Presentadora | BBC Radio 1 |
| 2013 - 2015 | The Official Chart                          | Presentadora | BBC Radio 1 |
| 2020        | Wait Wait... Don't Tell Me!                 | Invitada     | BBC Radio 1 |

## Otras lecturas
- «British Editorial Class of 2010». Vogue. Enero de 2010.
- «Jameela Jamil finds T4 surreal». TV.com. Press Association. 11 de agosto de 2009. Consultado el 13 de junio de 2021. (enlace roto disponible en Internet Archive; véase el historial, la primera versión y la última).
- Crowther, Lorraine (24 de diciembre de 2009). «T4 presenter Jameela Jamil: I was stuck in Portaloo for over an hour». Now Magazine. Consultado el 13 de junio de 2021.
- Jameela explains how she got her first DJ gig, Elton John's birthday party, on Conan Conan. 5 de diciembre de 2019.